# 嚴珠慧
嚴珠慧（越南语：／；1866年—1920年10月2日），越南阮朝官員。

## 生平
嚴珠慧是河內省應和府山朗縣和舍社（今屬河內市應和縣和舍社）人，嗣德十九年（1866年）出生。成泰九年（1897年），參加河南場鄉試，考中舉人。成泰十三年（1901年），嚴珠慧會試中格，庭試考中副榜。
維新年間，嚴珠慧歷任金洞、東英、安陽知縣。啟定五年八月二十一日（1920年10月2日），嚴珠慧去世，壽五十五歲。

## 家庭
嚴珠慧的兄弟嚴琯聰、嚴環戀均为阮朝官員，後者是越南共和國外交官嚴美、教授嚴騰和考古學家嚴審的父親。